# Amphisbaena medemi
Amphisbaena medemi is een wormhagedissen uit de familie wormhagedissen sensu stricto (Amphisbaenidae).

## Naam en indeling
De wetenschappelijke naam van de soort werd voor het eerst voorgesteld door Carl Gans en Sandra Mathers in 1977. Het holotype is afkomstig uit het departement Atlántico in het noorden van Colombia waar het in december 1965 werd verzameld door dr. Federico (Fred) Medem (1912-1984), naar wie de soort is genoemd.

## Verspreiding en habitat
De hagedis komt voor in delen van Zuid-Amerika en leeft endemisch in Colombia.
De habitat bestaat uit droge tropische en subtropische bossen en vochtige tropische en subtropische laaglandbossen. De soort is aangetroffen op een hoogte van ongeveer 45 tot 780 meter boven zeeniveau.

## Beschermingsstatus
Door de internationale natuurbeschermingsorganisatie IUCN is de beschermingsstatus 'onzeker' toegewezen (Data Deficient of DD).